# Егуд Барак
Егуд Барак (прізвище при народженні:Бруг, івр. אהוד ברק; нар. 12 лютого 1942, кібуц Мішмар га-Шарон, Ізраїль) — ізраїльський військовий і політичний діяч. Начальник генштабу 1991–1995. Прем'єр-міністр Ізраїлю (1999–2001). Лідер партії Авода 1997–2001 і з 2007.

## Ранні роки
Батьки — Ісраель, що народився в місті Паневежис (Литва), а потім опинився в Мелітополі, і мати Естер, яка народилася в Варшаві, у сім'ї, яка прибула в Польщу з Смоленську.
У школі вчився неохоче. Згодом, будучи офіцером ЦАХАЛу, він отримав прекрасну освіту: у 1968 закінчив Єврейський університет у Єрусалимі, отримавши ступінь бакалавра в галузі фізики і математики, пізніше закінчив економічний факультет Стенфордського університету в Каліфорнії (магістр в галузі системного аналізу).

## Служба в армії і військова кар'єра
Його військова кар'єра була стрімкою. Розпочавши військову службу в 1959 році в піхоті, дослужився до посади начальника Генштабу ЦАХАЛа. У 37 років він став бригадним генералом.
У 1964 закінчив курси командирів спецназу Франції, а потім навчався у Вищій військовій академії Ізраїлю та Вищій військовій академії США. Учасник арабо-ізраїльських воєн 1967 і 1973 рр.., А також військових дій проти Лівану
Військову службу розпочав у 1959 у в моторизований піхоті, але незабаром був переведений в елітний секретний спецпідрозділ Генштабу «Саєрет Маткал». У період 1971—1973 рр.. — Очолював Саєрет Маткал. Очолював перший успішний штурм захопленого літака (Операція «Ізотоп»). Був організатором низки диверсійних актів — секретної операції 1973 а з ліквідації в Бейруті трьох лідерів Організації визволення Палестини; рейду ізраїльських командос у Тунісі, жертвою якого став один з військових керівників ОВП Вазір (Абу Джихад) та інших. В 1982 очолив Управління планування Генштабу, з 1983 керував військовою розвідкою (АМАН) в чині генерал-майора, з квітня 1986 — командувач Центральним військовим округом, з 1987 року — заступник начальника Генштабу.

## Начальник генштабу
У квітні 1991 призначений начальником Генштабу, отримавши одночасно звання генерал-лейтенант. Як глава Генштабу Барак брав активну участь в переговорах з Йорданією і реалізації йордансько-ізраїльської мирної угоди 1994 року. Барак керував розміщенням сил ЦАХАЛ в секторі Газа і Єрихоні в рамках перших кроків виконання угод в Осло із врегулювання ізраїльсько-палестинського конфлікту.

## Політична кар'єра
Після звільнення з армії звернувся до політичної кар'єри в партії Авода. У липні 1995 отримав посаду міністра внутрішніх справ в уряді Іцхака Рабина, а вже в листопаді 1995 р. — портфель міністра закордонних справ в уряді Шимона Переса. З травня 1996 — член Кнесету від партії Авода. Після поразки Шимона Переса на перших прямих виборах прем'єр-міністра Ізраїлю в 1996 висунув свою кандидатуру на посаду лідера партії і виграв внутрішні партійні вибори.
Не зумівши реформувати партію Авода, Барак створив мережу громадських організацій, завдяки якій почав активну вербування прихильників. Головні зусилля штабу Барака були спрямовані на залучення російськомовних виборців, голоси яких і вирішили результат виборів.

## Прем'єр-міністр
17 травня 1999 як лідер лівого блоку «Єдиний Ізраїль» здобув переконливу перемогу над колишнім прем'єр-міністром Біньяміном Нетаніягу і став прем'єр-міністром країни. За півтора року уряд Барака провів виведення ізраїльських військ з Лівану, які там знаходилися останні 19 років і розпочав переговори з палестинцями про остаточну фазу врегулювання близькосхідного конфлікту в рамках переговорів з Ясіром Арафатом в Кемп-Девіді восени 2000 за посередництва президента США Білла Клінтона. Переговори результатів не принесли, хоча Егуд Барак пропонував палестинській стороні суттєві поступки, аж до розділу Єрусалиму. Провал переговорів привів до інтифади, розвалу урядової коаліції і поховав його плани політичних реформ. Спробував знайти вихід у секуляризації.
Вже через два роки, в лютому 2001 він втратив пост прем'єр-міністра, коли програв призначені ним же позачергові вибори Аріелю Шарону, лідеру Лікуду.

## Від відставки до повернення
Після програшу на виборах Егуд Барак тимчасово пішов з політики, пішовши у відставку навіть зі своєї посади лідера партії Авода і відмовившись від пропозиції Шарона стати міністром оборони в його уряді. Після відставки Барак зайнявся читанням лекцій в університетах і на економічних форумах і консалтингом з питань безпеки.

## Повернення в політику в 2007
28 травня 2007 на виборах лідера партії Авода посів перше місце. 12 червня в другому турі переміг Амі Аялон і повернувся на лідерство партії.
Незабаром після виборів змінив Аміра Переса на посаді міністра оборони у складі кабінету Ольмерта. Егуд Барак як міністр оборони керував операцією «Литий свинець» з нанесення удару інфраструктур Хамаса в секторі Гази внаслідок ракетного обстрілу Сдерота і Західного Негева. На виборах 10 лютого 2009 р. партії Авода отримала тільки 13 мандатів замість старих 19 і Егуд Барак оголосив про намір залишатися в опозиції і намагатися відновити довіру до партії на наступних виборах, проте в березні прийняв пропозицію Нетаніягу зайняти пост міністра оборони в його уряді.

## Нагороди
- Герой Ізраїлю[3]
- Орден «За Відмінність»